# همر (کارولینای جنوبی)
همر (به انگلیسی: Hamer) یک منطقهٔ مسکونی در ایالات متحده آمریکا است که در شهرستان دیلون، کارولینای جنوبی واقع شده‌است.